# Toshinori Sogabe
Toshinori Sogabe (宗我部 としのり Sogabe Toshinori?, nacido el 5 de mayo de 1975) es un mangaka japonés conocido por ser el creador del manga Amaenaide yo!!, que fue adaptado a una serie de televisión de anime y distribuido en los Estados Unidos bajo el título Ah My Buddha, y por la serie Go! Tenba Cheerleaders! publicada en la revista Young King. Toshinori también proporcionó ilustraciones para el manga Orange Delivery publicado en Comic Rush, que fue escrito por Bohemian K.

## Obras
- Amaenaide yo!![1] (historia y arte)
- Deban desu yo? Kondō-san! (historia y arte)
- Go! Tenba Cheerleaders! (historia y arte)
- Haruka Suitact! (historia y arte)
- Kurogane Hime[2] (historia)
- Orange Delivery (arte)
- Mizutama Rindō[3] (historia)
- Yankee JK Kuzuhana-chan (historia y arte)